# 船首龙属
船首龙（属名：Proa）是西班牙特鲁埃尔省早白垩世（阿尔布阶）埃斯库卡组的一属基干硬棘龙类禽龙类恐龙。

## 发现与命名
本属仅含单个物种阿里尼奥谷船首龙（Proa valdearinnoensis），属名取自西班牙语proa（意为“船头”），暗指该物种前齿骨的尖锐外形，种名取自首批化石发现地附近煤矿的旧名阿里尼奥谷（Val de Ariño），是根据来自不同个体的三具部分骨骼和几个颅骨材料所描述。

## 描述
本属与其它基干鸭嘴龙形类（尤其是其它禽龙类）的区别在于触及喙部边缘且具有分叉侧突的前齿骨，亦可通过一个独特的特征组合来鉴别：侧视图中齿骨齿列背面凸出；齿骨齿列从尾端延伸至冠突基部；齿列和冠突基部间的平台；冠突沿喙部及尾部边缘扩展；上颌骨缺乏背喙突；侧视图半方骨笔直；髂骨背缘背面凸出，髋臼上突不下垂，髋臼后突沿背缘倾角不减小地逐渐变窄；颅耻骨突沿背缘逐渐变凹，但远端缺乏扩张。

## 种系发生学
McDonald等人（2012年）将船首龙和禽龙一并置于鸭嘴龙形类的基干位置。Norman（2015年）在高刺龙骨学研究中发现船首龙属于单系群禽龙科，与该科其它欧洲成员相比更接近东亚的薄氏龙和金塔龙。Verdu等人（2017年）将其恢复为包括亚洲叙五龙、高吻龙、高志龙和公婆泉龙在内的欧亚分支的一部分。船首龙被发现处于最衍生的位置，为勇士龙的姐妹群。